# Gligorești
Gligorești falu Romániában, Erdélyben, Fehér megyében. Közigazgatásilag Alsóvidra községhez tartozik.

## Fekvése
Alsóvidra közelében fekvő település.

## Története
Gligoreşti egyike az Erdélyi-középhegységben fekvő Alsóvidrához tartozó hegyoldalakon szétszórtan fekvő apró, pár házas falvaknak, mely korábban Alsóvidra része volt. 1956 körül vált külön településsé 65 lakossal. 1966-ban 66, 1977-ben 63, 1992-ben 40, a 2002 évi népszámláláskor 25 román lakosa volt.